# أوغست هيليمانس
أوغست هيليمانس (21 يونيو 1907 – 4 مايو 1992) لاعب كرة قدم بلجيكي راحل .
لعب في خط وسط فريق ميشيلين . شارك مع منتخب بلجيكا في دورة الألعاب الأولمبية 1928 في أمستردام وبطولة كأس العالم 1930 في الأوروغواي .
قرر اعتزال اللعب في سنة 1944 عندما كان في نادي لوفيرواز .
بعد نهاية الحرب العالمية الثانية تولى تدريب نادي باترو إيسدين ماسميشيلين لعدة مواسم .

## روابط خارجية
- أوغست هيليمانس على موقع الاتحاد الدولي (مؤرشف)  (الإنجليزية)
- أوغست هيليمانس على موقع الاتحاد البلجيكي (الإنجليزية)
- أوغست هيليمانس على موقع قاعدة بيانات كرة القدم.إي يو (الإنجليزية)
- أوغست هيليمانس على موقع ناشيونال فوتبول تيمز (الإنجليزية)
- أوغست هيليمانس على موقع Soccerway.com (الإنجليزية)
- أوغست هيليمانس على موقع عالم كرة القدم.نت (الإنجليزية)
- أوغست هيليمانس على موقع أوليمبيديا (الإنجليزية)